# Cayratia corniculata
Cayratia corniculata är en vinväxtart som först beskrevs av George Bentham, och fick sitt nu gällande namn av Gagnepain. Cayratia corniculata ingår i släktet Cayratia och familjen vinväxter. Inga underarter finns listade i Catalogue of Life.